# Bahamas en los Juegos Olímpicos de Sídney 2000
Bahamas estuvo representada en los Juegos Olímpicos de Sídney 2000 por un total de 25 deportistas que compitieron en 3 deportes.  
La portadora de la bandera en la ceremonia de apertura fue la atleta Pauline Davis-Thompson.

## Medallistas
El equipo olímpico de Bahamas obtuvo las siguientes medallas:
| Nombre                                                                 | Deporte   | Competición |
| ---------------------------------------------------------------------- | --------- | ----------- |
| Oro                                                                    |           |             |
| Pauline Davis-Thompson Debbie Ferguson Sevatheda Fynes Chandra Sturrup | Atletismo | 4 × 100 m F |
| Pauline Davis-Thompson                                                 | Atletismo | 200 m F     |
| Plata                                                                  |           |             |
| —                                                                      |           |             |
| Bronce                                                                 |           |             |
| Chris Brown Troy McIntosh Avard Moncur Timothy Munnings                | Atletismo | 4 × 400 m M |